# Max Fettling
Max Bruno Fettling (* 24. Februar 1907 in Berlin; † 14. Februar 1974 in West-Berlin) war ein deutscher Gewerkschafter und Opfer des Stalinismus.

## Leben
Max Fettling war Sohn eines Lackierers und besuchte die Volksschule. Anschließend arbeitete er als Hilfsarbeiter in einer Schuhfabrik und am Bau; 1939 wurde er zur Feuerschutzpolizei eingezogen. Anfang 1945 wurde er als Hilfspolizist nach Jugoslawien versetzt und kam bei Kriegsende in Kriegsgefangenschaft. Ab 1948 war er als Bauarbeiter an verschiedenen Berliner Baustellen beschäftigt und gewählter gewerkschaftlicher Vertreter seiner Arbeitskollegen als Vorsitzender der Betriebsgewerkschaftsleitung im „VEB Industriehochbau“.
Im Juni 1953 war Fettling am Neubau des Klinikums im Friedrichshain beschäftigt. Nachdem im SED-Zentralorgan Neues Deutschland vom 11. Juni beim „Neuen Kurs“ mit seinen Erhöhungen der Arbeitsnormen Fehler eingeräumt worden waren, kam es am 15. Juni an Fettlings Baustelle zu ersten Streiks, die heute zu den Unruhen im Rahmen des Volksaufstands des 17. Juni gezählt werden. Schon am Abend des 12. Juni hatte der Brigadeleiter Alfred Metzdorf diese Arbeitsniederlegung angekündigt. In einer Betriebsversammlung war danach beschlossen worden, eine Resolution an die SED-Führung zu richten, in der eine Senkung der Arbeitsnormen gefordert wurde. Fettling entwarf einen Text, der später von den Arbeitern in einer weiteren Betriebsversammlung verschärft wurde. Nachdem er den Text mit einem Vertreter der SED-Kreisleitung abgesprochen hatte, unterschrieb er ihn und setzte den Gewerkschaftsstempel darunter. Noch am 15. Juni wollte eine Delegation unter Führung von Fettling die Resolution persönlich Ministerpräsident Otto Grotewohl übergeben. Nachdem sie am Haupteingang abgewiesen worden war, wurde sie über einen Nebeneingang zu dem 27-jährigen Referenten Kurt Ambrée eingelassen, dem sie das Schriftstück in freundschaftlicher Atmosphäre übergaben. Ambrée versprach, sich darum zu kümmern, und sie fuhren zu ihrer Arbeitsstelle zurück. Im weiteren Verlauf des Aufstands wirkte Fettling eher deeskalierend und abwiegelnd. Er riet von weiteren Streiks ab und nahm auch selbst nicht daran teil, sondern blieb an seinem Arbeitsplatz. Trotzdem wurde er am 19. Juni 1953 in seiner Wohnung verhaftet und am 26. Mai 1954 in einem gemeinsamen Prozess, „wegen lange organisierter Agententätigkeit“, mit seinen Kollegen Karl Emil August Foth und Otto Karl Heinrich Lembke, die zu jeweils acht, sowie dem Maurer Bertold Emil Robert Stanicke, der zu vier Jahren verurteilt wurde, zu zehn Jahren Zuchthaus verurteilt.
Im Sommer 1957 wurde er „auf Bewährung“ entlassen. Er bekam, obwohl gebürtiger Berliner, keine Aufenthaltserlaubnis für Ost-Berlin mehr und flüchtete deshalb gemeinsam mit seiner Ehefrau nach West-Berlin. Dort arbeitete er als Pförtner und starb wenige Tage vor seinem 67. Geburtstag in einem Krankenhaus in Berlin-Neukölln.
Am Klinikum Friedrichshain wurde 2003 zur Erinnerung an ihn der „Max-Fettling-Platz“ benannt. Sven Felix Kellerhoff meint, dass Max Fettling schuldlos ins Räderwerk einer rachsüchtigen SED-Justiz geriet und deshalb eher ein „Held wider Willen“ wurde. Fettling steht weniger für die aktiven Streikführer, sondern vielmehr für die von Schau- und Geheimprozessen auf SED-Geheiß unschuldig verurteilten und für die Propaganda instrumentalisierten Teilnehmer am Volksaufstand.